# Campeonatos Distritais
I campionati distrettuali di calcio del Portogallo sono le competizioni dilettantistiche del calcio portoghese che si svolgono in ciascuno dei distretti o delle regioni autonome del paese.
Le squadre B e C possono scendere di un gradino, ma non possono salire allo stesso gradino della squadra principale. Se una squadra principale o la sua squadra B scende al livello in cui opera rispettivamente la squadra B o la squadra C, quella squadra scende automaticamente indipendentemente dal loro grado in campionato. Alcuni distretti hanno più di una divisione e le squadre vincitrici delle Coppe Distrettuali gareggiano nella Coppa del Portogallo, oltre alle seconde di ogni Campionato Distrettuale superiore, nella stagione immediatamente precedente, questo perché i primi classificati dei Campionati Regionali garantiscono già l'accesso alla Coppa del Portogallo attraverso la loro presenza nel Campeonato de Portugal, al quale sono promossi. Sono organizzati dalle associazioni calcistiche distrettuali.